# Ronde van Tarragona
De Ronde van Tarragona was een wielerwedstrijd in de Spaanse provincie Tarragona. De wedstrijd werd voor het eerst verreden in 1908. In de jaren 2011 - 2017 werd de wedstrijd niet georganiseerd. Vanaf 2018 weer georganiseerd. De Nederlander (en eigenaar van het trainingsstage bedrijf Campo Bicicleta) heeft de laatste editie in 2019 gewonnen. De wedstrijd wordt beschouwd als de oudste wielerwedstrijd in Spanje. Op de erelijst staan onder andere Pedro Delgado, Denis Mensjov en John Devine.